# Тони Абот
Ентони Џон „Тони“ Абот (енгл. Anthony John "Tony" Abbott; Лондон, 4. новембра 1957) је бивши премијер Аустралије, 28. по реду. Налазио се на челу Либералне странке од 2009. до 2015. године. Посланик је за јединицу Варинга у парламенту Аустралије од 1994. За премијера је изабран 2013. године а смењен је септембра 2015. након унутарстраначких трвења.